# Medjana (distrito)
Medjana é um distrito localizado na província de Bordj Bou Arreridj, Argélia, e cuja capital é a cidade de mesmo nome, Medjana.[carece de fontes?]

## Municípios
O distrito está dividido em quatro comunas:
- Medjana
- El Achir
- Hasnaoua
- Teniet En Nasr